# Radio Universidad (Chihuahua)
Radio Universidad es una  cadena de radio pública propiedad de la Universidad Autónoma de Chihuahua que transmite su señal a varias ciudades del estado de Chihuahua en las que el universidad posee campus. Fundada en 1957, actualmente es el medio de radio pública con mayor difusión en el estado de Chihuahua.

## Historia

### Inicios

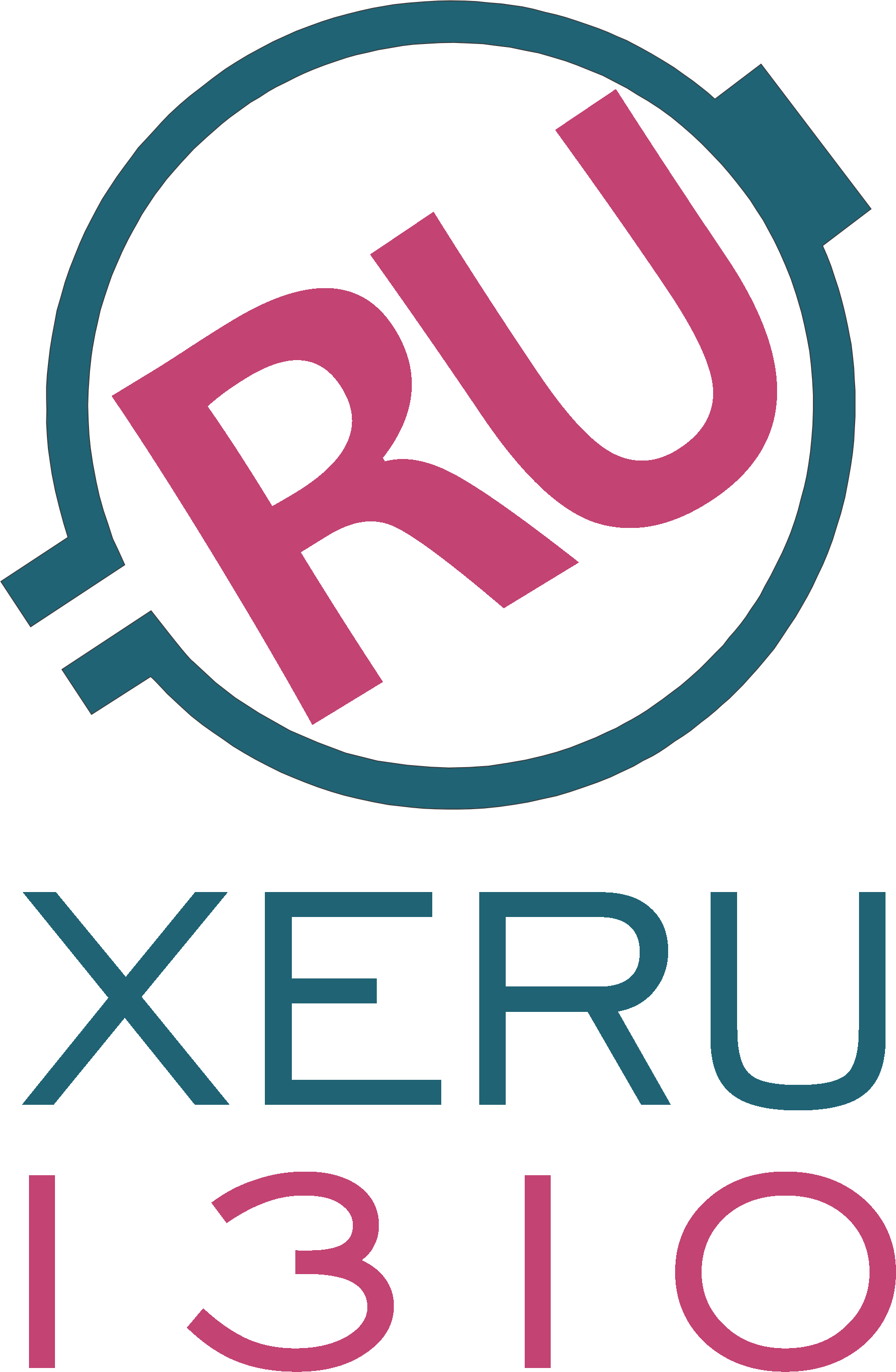
Logotipo viejo de XERU-AM Radio Universidad.

El 21 de mayo de 1957, el Departamento de Radiodifusión de la Dirección General de Telecomunicaciones del Gobierno Federal, otorgó el permiso para explotar una permisión de estación de radio en el 1310 de la banda AM a la Universidad Autónoma de Chihuahua.
La idea de crear una estación de radio estudiantil fue del Rector de la universidad en ese entonces, el Licenciado Luis Raúl Flores Sánchez, quien tenía la idea de crear una estación de radio cultural para la comunidad estudiantil.
El proyecto fue apoyado por el senador y hermano del Rector, Oscar Flores Sánchez, quien ayudó a agilizar los procesos legales para la obtención del permiso.
Entonces nació Radio Universidad operando en los 1310 kW de AM, con 1000 watts de potencia en el día y 250 en la noche. De igual forma contaba con una estación hermana llamada XERUU-OC en los 6140 kilociclos en la banda de los 48,8 ts.
Su primer director fue el maestro Héctor M. Gutiérrez quien contaba con experiencia en la radio comercial de la Ciudad de México y en Radio UNAM.
Los estudios se ubicaron en lo que fuese el edificio de la Escuela de Bellas Artes, hoy en día el Campus 1, mientras que la torre transmisora se ubicaba en los terrenos llanos del Instituto Tecnológico de Chihuahua a cientos de metros del estudia, lo cual fue un problema, ya que por lo rudimentario del equipo técnico, la señal se enviaba al transmisor mediante una línea aérea y cuando hacía mucho viento los cables se caían suspendiendo la transmisión.
Al principio se contaba solo con dos tornamesas y unos cuantos micrófonos en cabina, y todo el personal de la estación eran estudiantes a excepción de director y del técnico. La plantilla laboral estaba compuesta por 18 elementos, entre el director, secretarias, personal técnico, discotecarios y productores de programas.
Gran parte del equipo era construido por el ingeniero Godofredo de Koster Galindo por órdenes del rector.

### Educación a distancia
Radio Universidad contó con una estación de onda corta (SW) denominada XERUU-OC, la cual era utilizada para la educación a distancia siendo llamado esto "Radio Escuela", que llegaban a pueblos y rancherías sin escuelas. El formato era similar al de las telesecundarias, un maestro dirigía la clase desde la cabina de la estación, mientras que en los pueblos había personal especializado dirigiendo la sesión a través del aparato de radio.
Este programa se llamó "Radioescuela Elemental" y era transmitido de lunes a viernes a las 9:00 y a las 13:00 horas, y permaneció al aire durante las décadas de los años sesenta y los setenta.
Este programa fue olvidado después del cierre de la estación en 1972 y su regreso en 1989. Hoy en día la Onda Corta no se utiliza para transmisiones de estaciones de radio.

### Consolidación
El siguiente director de la estación fue José Fuentes Mares. Fue cuando Oscar Flores Sánchez llegó a la gobernatura del estado, que la estación, bajo la dirección del licenciado Ernesto Lugo, mejoró su equipo técnico; la torre transmisora fue movida del Tecnológico a la Universidad, siendo instalados dos torres en donde hoy se encuentra el Gimnasio Manuel Bernardo Aguirre, una para la estación de AM y otra para la estación OC. También, por ese tiempo Radio Universidad adquirió más equipo y comenzó a transmitir programas extranjeros.
Además de música clásica e instrumental, se transmitían programas de rock n' roll.
Radio Universidad también transmitía noticieros y opiniones. En 1963, se logró tener la exclusiva del asesinato del presidente de los Estados Unidos John F. Kennedy gracias a que, radioaficionado, amigo del director, logró recibir la señal de una estación de radio de los Estados Unidos donde se hablaba del magnicidio ocurrido en Dallas, Texas, convirtiendo a Radio Universidad en el primer medio a nivel estatal y nacional en dar la noticia.
Tras la renuncia del licenciado Lugo, asumió la dirección de Radio Universidad el doctor Leoncio Lara Sáenz, quien innovó algunos espacios y dio vida a los radioteatros -antecedente de las radionovelas- con pasajes de la historia, que él mismo redactaba en formatos de 10 a 15 minutos, aprovechando efemérides y temas de actualidad.
Otros directores hasta 1973 fueron Cecilia Moure, Jesús Alfredo Delgado y profesor Alfonso Varona Trevizo.

### Cierre
La estación fue cerrada sin dar más explicación el verano de 1972, como consecuencia de un movimiento estudiantil, influenciado por lo ocurrido en la Ciudad de México con el Movimiento del 68, y por causas locales, como el triple asalto bancario a las sucursales del Banco Comercial de Eloy S. Vallina que terminó con el asesinato de Avelina Gallegos en el asalto, además del posterior asesinato de Diego Lucero Martínez después de ser arrestado como parte del saldo, y la difícil fundación de la Colonia Francisco Villa en 1968, que desencadenó un duro movimiento que fue deshecho ese mismo año, que sin embargo continuó en la Escuela de Agronomía y que desencadenó la fundación del Comité de Defensa Popular (CDP) además de causar con el despido del rector Óscar Ornelas.

### Reinicio
El 14 de noviembre de 1989, Radio universidad reinició transmisiones después de haber pasado un tiempo fuera del aire desde 1973; desde nuevos estudios ubicados en la esquina de las calles 35° y Degollado en la ciudad de Chihuahua.  La antena y el transmisor fueron instalados en el campus universitario, a un lado del Departamento de Mantenimiento y Construcción.
Durante el tiempo que el doctor Carlos Ochoa fue rector, los directores de la estación fueron Alfonso Varona, quien encabezaba la estación cuando fue cerrada, Juan Ramón Hinojos Aldana, quien en marzo de 1994 fue sustituido por Francisco Díaz Martínez. En julio de este año la estación salió del aire nuevamente de forma breve porque se reubicó el transmisor.
El 9 de abril de 1994 la estación volvió al aire con un nuevo lema, "Una Nueva Señal Para ti", con una imagen y un esquema fresco, transmitiendo 15 horas diarias los 365 días del año, además de contar ya con nuevos contenidos. El nuevo director de la estación fue el licenciado José Luis Jáquez, a este le siguieron Martín Zermeño Muñoz, Javier Moya, Juan Manuel González, Froilán castañeda, Antonio Payán Gómez y Jesús Adrián García Sánchez.

### Transición a FM
Hacía 1993 en el banderazo de inicio de la construcción de la carretera Durango a Chihuahua, en el Desierto de Mápula, los directivos de Radio Universidad se entrevistaron con el secretario de Comunicaciones y Transportes Emilio Gamboa Patrón, a quien se le solicitó el permiso de transmisión en FM para Radio Universidad. Se recibió la solicitud y el secretario le dio seguimiento de forma personal. Después de esto, la Universidad realizó los demás trámites necesarios ante la SCT. A la par, se realizó entre el personal un proyecto que permitiera avanzar en la búsqueda de metas y el mejoramiento del servicio. Esto permitió que se buscaran apoyos a nivel nacional para la actualización de equipos para producción y transmisión de radio.
De esta forma la Secretaría de Educación Pública, a través del Fondo de Fomento a la Educación Superior otorgó una fuerte suma de recursos con los cuales se adquirieron los primeros equipos para la transmisión de FM, además de nuevas torres transmisoras. Para la capacitación en el uso de estos nuevos equipos se realizaron alianzas con Radio Educación, Radio UNAM, Universidad del Claustro de Sor Juana, La Voz de Alemania, Radio Nederland, entre otras. En noviembre de 1997 el rector envió a Dirección General de Sistemas de Radio y Televisión una solicitud formal para operar en la banda de FM.
El 2 de septiembre de 1998, Carlos Ruiz Sacristán secretario de la Secretaria de Comunicaciones y Transportes otorgó el permiso de transmisión de una estación de radio FM a la Universidad Autónoma de Chihuahua, con el identificativo de llamada XHRU-FM, a 3000 Watts de potencia en la frecuencia de 105.3 MHz. El 28 de enero del 2000 se otorgó finalmente el permiso en papel para operar.
Entonces, se iniciaron gestiones y se concretó un convenio con el Gobierno del Estado de Chihuahua para la donación del equipo transmisor. Las transmisiones de prueba iniciaron en marzo del 2000, iniciando formalmente transmisiones el 15 de marzo del 2000, siendo inaugurada esta estación por el Gobernador Patricio Martínez García y el rector de la Universidad Jesús Enrique Grajeda Herrera.

### XERU cambio de AM a FM
La estación de AM, "XERU-AM" está desde 2014 en proceso de realizar su cambio de frecuencia de AM a FM, operando en ambos sistemas, en AM en la frecuencia 1310 MHz y en FM 106.9 kHz desde el 19 de agosto, estando próxima a dejar las emisiones en AM.
El 28 de agosto de 2015 la estación XERU-AM fue apagada terminando así su migración a FM, quedando solo XHERU-FM.

### Expansión como red estatal
El 3 de septiembre de 2015 el Instituto Federal de Telecomunicaciones, autorizó a la Universidad Autónoma de Chihuahua la explotación de una estación de radio en Ciudad Cuauhtémoc con identificativo de llamada XHRUC-FM en los 105.7 MHz de FM con 3 kW de potencia. Esta estación inició transmisiones a mediados de noviembre de 2016.
Posteriormente, en junio de 2019 el Instituto Federal de Telecomunicaciones otorgó a la Universidad otras dos concesiones de uso público para una estación en Hidalgo del Parral con identificativo de llamada XHPEFK-FM en los 89.1 MHz de FM y una más en Delicias con identificativo de llamada XHPEDL-FM en los 92.1 MHz de FM.

## Programación
La programación de las dos estaciones son muy variadas, en la que si incluyen programas de historia, dirigidos a la comunidad universitaria, musicales, un espacio dado a COBACh, entre otros.

## Estaciones
| Identificativo | Frecuencia | Ciudad             | Potencia |
| -------------- | ---------- | ------------------ | -------- |
| XHRU-FM        | 105.3 MHz  | Chihuahua          | 1.5 kW   |
| XHERU-FM       | 106.9 MHz  | Chihuahua          | 2.5 kW   |
| XHRUC-FM       | 105.7 MHz  | Cuauhtémoc         | 3 kW     |
| XHPEFK-FM      | 89.1 MHz   | Hidalgo del Parral | 3 kW     |
| XHPEDL-FM      | 92.1 MHz   | Delicias           | 3 kW     |